# San Isidro Limón
San Isidro Limón är en ort i Mexiko.   Den ligger i kommunen San Pedro Pochutla och delstaten Oaxaca, i den sydöstra delen av landet, 500 km sydost om huvudstaden Mexico City. San Isidro Limón ligger 231 meter över havet och antalet invånare är 263.
Terrängen runt San Isidro Limón är kuperad åt nordväst, men åt sydost är den platt. Terrängen runt San Isidro Limón sluttar söderut. Runt San Isidro Limón är det ganska tätbefolkat, med 86 invånare per kvadratkilometer. Närmaste större samhälle är San Pedro Pochutla, 11,7 km sydväst om San Isidro Limón. I omgivningarna runt San Isidro Limón växer huvudsakligen savannskog.